# Hrîhoro-Brîhadîrivka, Kobeleakî
Hrîhoro-Brîhadîrivka (în ucraineană Григоро-Бригадирівка) este localitatea de reședință a comunei Hrîhoro-Brîhadîrivka din raionul Kobeleakî, regiunea Poltava, Ucraina.

## Demografie
Componența lingvistică a localității Hrîhoro-Brîhadîrivka
     Ucraineană (96,34%)
     Rusă (2,23%)
     Belarusă (1,27%)
Conform recensământului din 2001, majoritatea populației localității Hrîhoro-Brîhadîrivka era vorbitoare de ucraineană (96,34%), existând în minoritate și vorbitori de rusă (2,23%) și belarusă (1,27%).